# Aglaiocercus kingii
Aglaiocercus kingi là một loài chim trong họ Chim ruồi.

## Hình ảnh

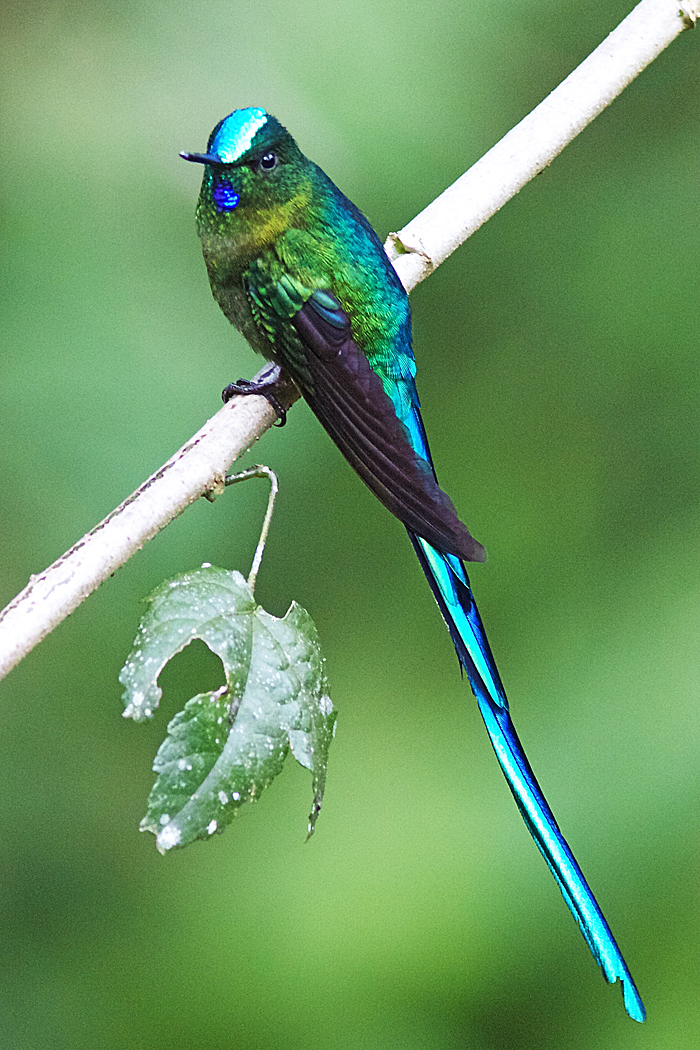
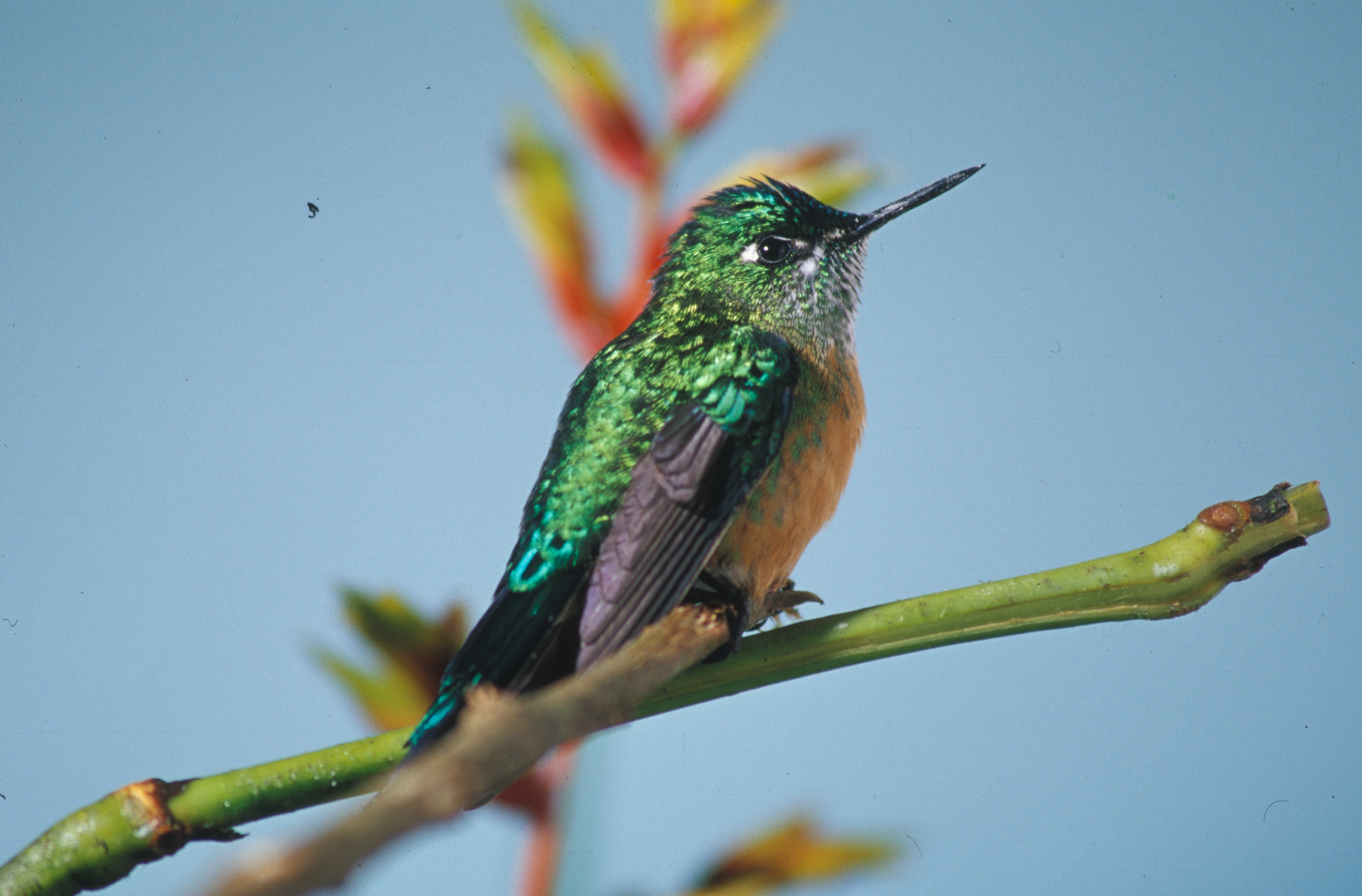